# Камерік
Камерік (нід. Kamerik) — село в нідерландській провінції Утрехт. Входить до муніципалітету Вурден. Його населення станом на 2010 рік складало 3808 осіб.
До 1989 року мало статус окремого муніципалітету.